# Brtnická vrchovina
Brtnická vrchovina je geomorfologický podcelek Křižanovské vrchoviny rozkládající se na území okresu Jihlava. Jde o plochou vrchovinu, kterou tvoří krystalické břidlice (převažují ruly) s hlubinnými vyvřelinami. Nadmořská výška činí 578,4 m. Povrch tvoří dlouhé hřbety oddělené podélnými sníženinami. V severní části jsou hřbety ve směru sever–jih v příčném profilu výrazně nesouměrné. Mřížovitá říční síť s údolím řeky Jihlavy. Nejvyšším bodem je Velký Špičák (733 m) ležící ve stejnojmenném okrsku. Nejnižším místem je koryto řeky Jihlavy v nadmořské výšce 415 metrů. Podloží se skládá z moldanubika (pararula, svor, ortorula, migmatit, amfibolit), moldanubického plutonu (žula) a třebíčského plutonu (žula a syenit).

## Okrsky
- Třešťská pahorkatina
- Špičák
- Kosovská pahorkatina
- Puklická pahorkatina
- Zašovický hřbet
- Řehořovská pahorkatina
- Čechtínská vrchovina
- Markvartická pahorkatina
- Starohobzská vrchovina
- Otínská pahorkatina